# Gare de Gignac - Cressensac
La gare de Gignac - Cressensac est une halte ferroviaire française de la ligne des Aubrais - Orléans à Montauban-Ville-Bourbon, située sur le territoire de la commune de Gignac, à proximité de Cressensac, dans le département du Lot, en région Occitanie.
C'est une halte de la Société nationale des chemins de fer français (SNCF) desservie par les trains du réseau TER Occitanie.

## Situation ferroviaire
Établie à 292 mètres d'altitude, la gare de Gignac - Cressensac est située au point kilométrique (PK) 519,996 de la ligne des Aubrais - Orléans à Montauban-Ville-Bourbon, entre les gares ouvertes de Brive-la-Gaillarde et Souillac. Autrefois, avant Brive-la-Gaillarde se trouvait la gare de Chasteaux.

## Histoire

### Fréquentation
Selon les estimations de la SNCF, la fréquentation annuelle de la gare figure dans le tableau ci-dessous.
| Année               | 2014  | 2015  | 2016  | 2017 | 2018 | 2019 | 2020 | 2022 | 2023 |
| ------------------- | ----- | ----- | ----- | ---- | ---- | ---- | ---- | ---- | ---- |
| Nombre de voyageurs | 1 239 | 1 534 | 1 228 | 859  | 436  | 116  | 39   | 276  | 512  |

## Service des voyageurs

### Accueil
Elle est équipée de deux quais latéraux avec un abri voyageurs sur chaque quai, encadrant deux voies. Le changement de quai se fait par un platelage posé entre les voies (passage protégé).

### Desserte
La gare est desservie par des trains du réseau TER Occitanie qui circulent entre Toulouse-Matabiau et Brive-la-Gaillarde. Le temps de trajet est d'environ 2 heures 10 minutes depuis Toulouse-Matabiau et d'environ 15 minutes depuis Brive-la-Gaillarde.